# 万金镛
万金镛（？—？），清朝人，是一名清朝政治人物。
万金镛曾于咸丰年间接替刘翊宸任建宁府知府一职，同治年间由张文斌接任。